# Simona Senoner
Simona Senoner (Bozen, 13 juni 1993 - Freiburg im Breisgau, 7 januari 2011) was een Italiaans langlaufster en schansspringster.
Senoner werd geboren in de Duitstalige provincie Zuid-Tirol. Ze woonde in Santa Cristina Gherdëina. Ze debuteerde in de Continental Cup in 2006. Haar beste resultaat was het behalen van de 15de plaats in Toblach in 2009.
Ten tijde van haar overlijden verbleef ze met enkele teamgenotes in Duitsland vanwege hun deelname aan een Continental Cup-wedstrijd. Op 6 januari 2011 werd Senoner bewusteloos in de badkamer van haar hotelkamer in Schonach aangetroffen; ze overleed een dag later in coma in het ziekenhuis van Freiburg. Onderzoek wees uit dat ze was overleden aan een virusinfectie.
Simona Senoner was een nicht van de ook uit Zuid-Tirol afkomstige voormalige skiër Peter Runggaldier.